# Grown and Sexy
«Grown and Sexy» — третій сингл американського репера Chamillionaire з його дебютного студійного альбому The Sound of Revenge. Відеокліп має футуристичну атмосферу.

## Список пісень
CD1
1. «Grown and Sexy» (clean album version)
2. «Turn It Up» (radio edit)

CD2
1. «Grown and Sexy» (explicit album version)
2. «Turn It Up» (Dizzee Rascal remix)
3. «Ridin'»
4. «Grown and Sexy» (instrumental)

Промо
1. «Grown and Sexy» (Radio Edit)
2. «Grown and Sexy» (Radio Edit — No Intro)

## Чартові позиції
| Чарт (2006)                        | Найвища позиція |
| ---------------------------------- | --------------- |
| Велика Британія (UK Singles Chart) | 35              |
| Нова Зеландія (RIANZ)              | 21              |